# Andonectes mildredae
Andonectes mildredae är en skalbaggsart som beskrevs av García 2002. Andonectes mildredae ingår i släktet Andonectes och familjen dykare. Inga underarter finns listade i Catalogue of Life.